# Політичні права людини
Політичні права і свободи — це забезпечена законом і публічною владою можливість участі в суспільно-політичному житті держави та здійсненні державної влади. Це, зокрема, права на свободу слова, зборів, мітингів;на участь в управлінні державними й громадськими справами.

## Історія
Історично ж першими законодавчими актами, які закріпили суб'єктивні, в тому числі й політичні прав і свободи громадян, стали Білі про права Північно-Американських штатів. Тут маються на увазі особливі Декларації прав, які включені до Конституції наступних американських штатів: Віргінії (від 12 червня 1776 p.); Пенсільванії (від 28 вересня 1776 p.), Північної Кароліни (від 18 грудня 1776 р.); Вермонту(від 8 липня 1977 р.) та інші. Ще треба назвати Декларацію незалежності Сполучених Штатів Америки, прийняту 4 липня 1776 р. і Французьку Декларацію прав людини і громадянина від 26 серпня 1789 року.
Подальше нормативне регулювання політичні права і свободи отримали в перших десяти поправках до Конституції США. які іменувалися часто як американський Біль про права.
Вітчизняна історія розвитку законодавства про політичні права і свободи, як. втім, і історія політичних прав та свобод в Україні в цілому, починає відлік з прийняття Маніфесту «Об усовершенствовании государственного порядка» від 17 жовтня 1905 p., яким «населенню дарувались непорушні основи громадянської свободи на началах дійсної недоторканості особистост і, свободи совісті, слова, зборів та спілок».
Ці основи «громадянської свободи» і знайшли своє закріплення в такому конституційному акті, як Основні державні закони Російської імперії. Російським підданим надавалась свобода зборів (ст. 78). свобода слова та друку (ст. 79). свобода спілок (ст. 80) та виборчі права (ст. 101). Більше того, упрдовж двох років з моменту прийняття історичного Маніфесту була «створена» ціла система нормативних актів, які докладно регламентували порядок реалізації свободи зборів, свободи спілок та свободи друку.
Перелік та правове закріплення
До складу політичних прав, які визначені в такому документі, як Пакт про громадянські і політичні права входять наступні права:
• брати участь у веденні державних справ як безпосередньо, так і через вільно обраних представників; вибирати і бути обраним на виборах; бути допущеними на загальних умовах рівності до державної служби;(ст. 38 КУ)
• право на свободу об'єднання;(ст.36 КУ)
• право на мирні збори;(ст.39)
• заборона пропаганди війни і виступів на користь національної, расової або релігійної ненависті і закликів до насилля(ст.37КУ)
.
Крім цих політичних прав, визначених у Пакті 1966 р., Конституція України визнає ще такі політичні права, як право вільно збирати, зберігати і поширювати інформацію (ч.2 ст. 34), без якого неможлива компетентна участь у політиці, і право направляти звернення до органів державної влади і місцевого самоврядування, до посадових і службових осіб цих органів .
Таким чином, Конституція України дає більш широкий перелік політичних прав, ніж Пакт 1966 р. Слід зазначити, що ці політичні права конкретизовані у Законах України «Про звернення громадян», «Про інформацію», «Про політичні партії», «Про вибори народних депутатів України» і деяких інших. Особливістю політичних прав є те, що їх мають лише громадяни України, які досягли 18 років і набули повної правосуб'єктності.

## Право на участь в управлінні суспільними справами
Найбільш узагальненим і системоутворюючим щодо інших політичних прав і свобод є право громадян України брати участь в управлінні державними справами, у всеукраїнському та місцевих референдумах, вільно обирати та бути обраними до органів державної влади та органів місцевого самоврядування (ст. 38 Конституції України). По суті це право закріплює гарантовану можливість для громадян України брати участь у здійсненні безпосереднього народовладдя, державної влади та місцевого самоврядування.

## Право на свободу об'єднань
Наступним важливим політичним правом громадян України є право на свободу об'єднання у політичні партії та громадські організації (ст. 36) для здійснення і захисту своїх прав і свобод та задоволення політичних, економічних, соціальних, культурних та інших інтересів, за винятком обмежень, що визначені в ст. 37 Конституції України та чинному законодавстві України.
Особливо важливим на сьогодні є право громадян на участь у створенні політичних партій України. Порядок їх утворення і діяльність регулюється Законом України «Про політичні партії» 2001 року.
На відміну від права на створення і участь у діяльності політичних партій, право засновувати громадські організації мають не лише громадяни України, а й Іноземці та особи без громадянства, що законно перебувають на території України. Це право також поширюється на громадські організації, що відстоюють професійні права людей — профспілки.

## Право на мирні зібрання
Окрім виборів І референдумів, існують й інші форми безпосередньої реалізації народного суверенітету: мирні збори, мітинги, походи, демонстрації та ін..Основний Закон у ст. 39 встановлює право громадян України збиратися мирно, без зброї, і проводити збори, мітинги, походи і демонстрації, про проведення яких завчасно сповіщаються органи виконавчої влади чи органи місцевого самоврядування. Ці форми безпосередньої демократії дозволяють громадянам України вільно висловлювати свої погляди, відстоювати свої політичні переконання та акцентувати увагу громадськості на тих чи інших політичних проблемах. З метою запобігання заворушенням чи злочинам, для охорони здоров'я населення або захисту прав і свобод інших людей допускається обмеження реалізації права на збори, мітинги, походи та демонстрації на підставі рішень суду.

## Право на звернення
Визначене у ст. 40 Конституції України право направляти індивідуальні чи колективні письмові звернення або особисто звертатися до органів державної влади, органів місцевого самоврядування та посадових і службових осіб цих органів, що зобов'язані розглянути звернення і дати обґрунтовану відповідь у встановлений законом строк, або право на звернення (петиції) є засобом забезпечення інших політичних прав громадян і формою реалізації права громадян України брати участь в управлінні державними справами та формою громадського контролю за діяльністю органів державної влади, органів місцевого самоврядування та їх службових і посадових осіб. Але право на звернення поширюється не тільки на громадян України, а й на іноземців та осіб без громадянства. Порядок реалізації цього права визначається Законом України «Про звернення громадян» від 2 жовтня 1996 р.